# لیودمیلا چرنیشیووا
لیودمیلا چرنیشیووا (انگلیسی: Lyudmila Chernyshyova؛ زادهٔ ۱ نوامبر ۱۹۵۲) بازیکن والیبال اهل اتحاد جماهیر شوروی سوسیالیستی بود.